# Feulen
Feulen (lussemburghese: Feelen) è un comune del Lussemburgo centrale. Fa parte del cantone di Diekirch, nel distretto omonimo. Il capoluogo comunale è Niederfeulen. L'altro centro che fa capo al comune è Oberfeulen.